# أريدي متعدد الأزهار
أريدي متعدد الأزهار  (الاسم العلمي: Aerides multiflora) هو نوع من النباتات يتبع جنس الأريدي من الفصيلة السحلبية.